# Hemingway Special
Hemingway Special é uma bebida alcoólica, ou um coquetel a base de rum, baseado no Floridita Daiquiri. A International Bartenders Association (IBA) reconhece a bebida como um coquetel "clássico e contemporâneo". Por convenção, seu consumo é do tipo "all day", isto é, pode ser consumido a qualquer hora.

## História
Quando estava em Cuba, o escritor norte-americano Ernest Hemingway experimentou a bebida típica do restaurante El Floridita, o Floridita Daiquiri, e disse "É bom, mas prefiro sem açúcar e com o dobro de rum", o que criou um coquetel conhecido como Hemingway Daquiri ou Papa Doble. Essa receita foi modificada posteriormente, com a adição de suco de toranja à mistura, dando origem à bebida que foi apelidada de Hemingway Special.

## Receita
Segundo a IBA, o coquetel é convencionalmente servido a qualquer hora e possui a seguinte receita:
- 60 ml de rum branco;
- 15 ml de maraschino;
- 40 ml de suco de toranja;
- 15 ml de suco de limão fresco.

Despeje todos os ingredientes numa coqueteleira com gelo. Agite. Coe e sirva sem gelo num copo de coquetel duplo.